# رابطة النساء الفنلنديات

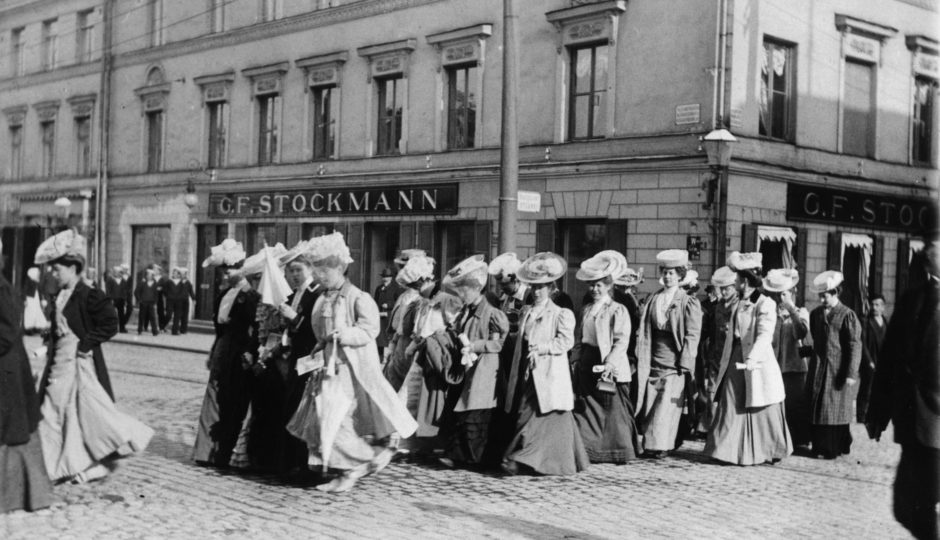

رابطة النساء الفنلنديات أو باللغة السويدية «نايس آسيا ليتا أونيوني» هي منظمة النساء الفنلنديات لا تستهدف الربح والتي تأسست عام 1892. أسسها كل من لوسينا هاغمان ومايكي فريبيرج وفيني سولدان بروفيلد. ومنذ عام 1904 وهي الذراع الفنلندي الأيمن التحالف الدولي للمرأة. اهتمت المنظمة في بدايتها بحقوق المرأة في التصويت مما أدى إلى منحها الحق في التصويت عام 1906. اهتمت المنظمة أيضاً بقضيتي المساواة في الأجر والتعليم ومحاربة الدعارة، وتسعى المنظمة مؤخراً جاهدة لتحسين الوضع الاجتماعي للنساء ورفع أعداد النساء الفاعلين في العملية السياسية. واليوم تفرض المنظمة نفسها على الطاولة السياسية سعياً منها لتحسين حقوق المرأة ومحاربة للاضطهاد ضد المرأة.
وبالمقارنة مع باقي المنظمات المشابهة في بلدان أخرى يعتبر عدد أعضائها والذي يعتبر أقل من 2000 ألفين امرأة عدداً محدوداً، في حين كان يوجد 20 ألف امرأة في رابطة ضبط النفس الفنلندية التي ظهرت في أوائل القرن العشرين وتقريباُ العدد نفسه في حركة النساء العاملات.